# تنالی
تنالی (به انگلیسی: Thenali) فیلمی هندی محصول سال ۲۰۰۰ و به کارگردانی کی. اس. راویکومار است. در این فیلم بازیگرانی همچون کمال حسن، جایارام، دیوایانی، جیوتیکا، مینا و کی. اس. راویکومار ایفای نقش کرده‌اند.